# Bachavara, Hosadurga
Bachavara là một làng thuộc tehsil Hosadurga, huyện Chitradurga, bang Karnataka, Ấn Độ.